# Amphilochus opunake
Amphilochus opunake är en kräftdjursart. Amphilochus opunake ingår i släktet Amphilochus och familjen Amphilochidae. Inga underarter finns listade i Catalogue of Life.